# Thomas Terberger

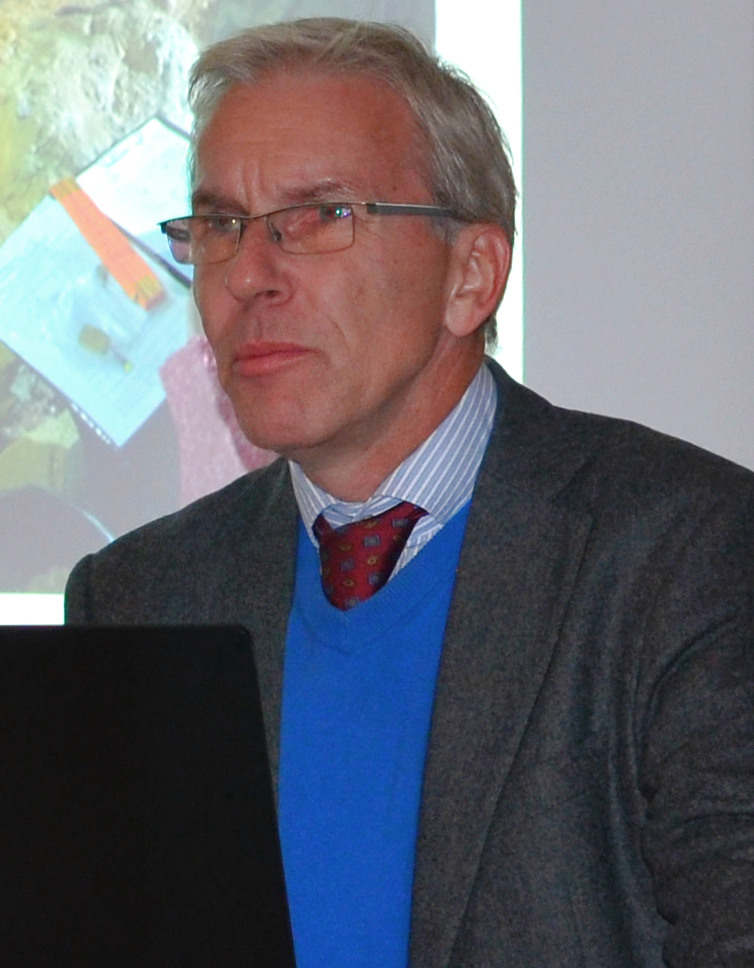
Thomas Terberger, 2016

Thomas Terberger (* 1960 in Bielefeld) ist ein deutscher Prähistorischer Archäologe. Von 1993 bis 2013 war er an der Universität Greifswald tätig, ab 2009 als außerplanmäßiger Professor. Seit April 2013 arbeitet er am Niedersächsischen Landesamt für Denkmalpflege.

## Leben
Terberger studierte von 1980 bis 1985 Ur- und Frühgeschichte, Ethnologie und Geologie an der Universität zu Köln. 1991 wurde er dort im Fach Ur- und Frühgeschichte promoviert.
Von 1991 bis 1993 arbeitete er als wissenschaftlicher Mitarbeiter am Institut für Vor- und Frühgeschichte der Johannes Gutenberg-Universität Mainz. Seit 1993 wirkte Terberger zunächst als Akademischer Rat am Arbeitsbereich für Ur- und Frühgeschichte (bis 1996: Institut für Ur- und Frühgeschichte) und als Kustos der Sammlung vorgeschichtlicher Altertümer an der Ernst-Moritz-Arndt-Universität Greifswald. 2001 habilitierte Terberger an der Universität Greifswald und wurde 2009 zum außerplanmäßigen Professor ernannt. Seit April 2013 ist er am Niedersächsischen Landesamt für Denkmalpflege und war bis August 2016 unter anderem für die Koordination der Forschungen zum Fundplatz Schöningen zuständig. Der Fundplatz im Landkreis Helmstedt ist durch die Auffindung der Schöninger Speere, die die ältesten Holzspeere der Menschheit repräsentieren, von herausragender internationaler Bedeutung. 2015 erfolgte die Umhabilitation von Terberger an die Universität Göttingen.

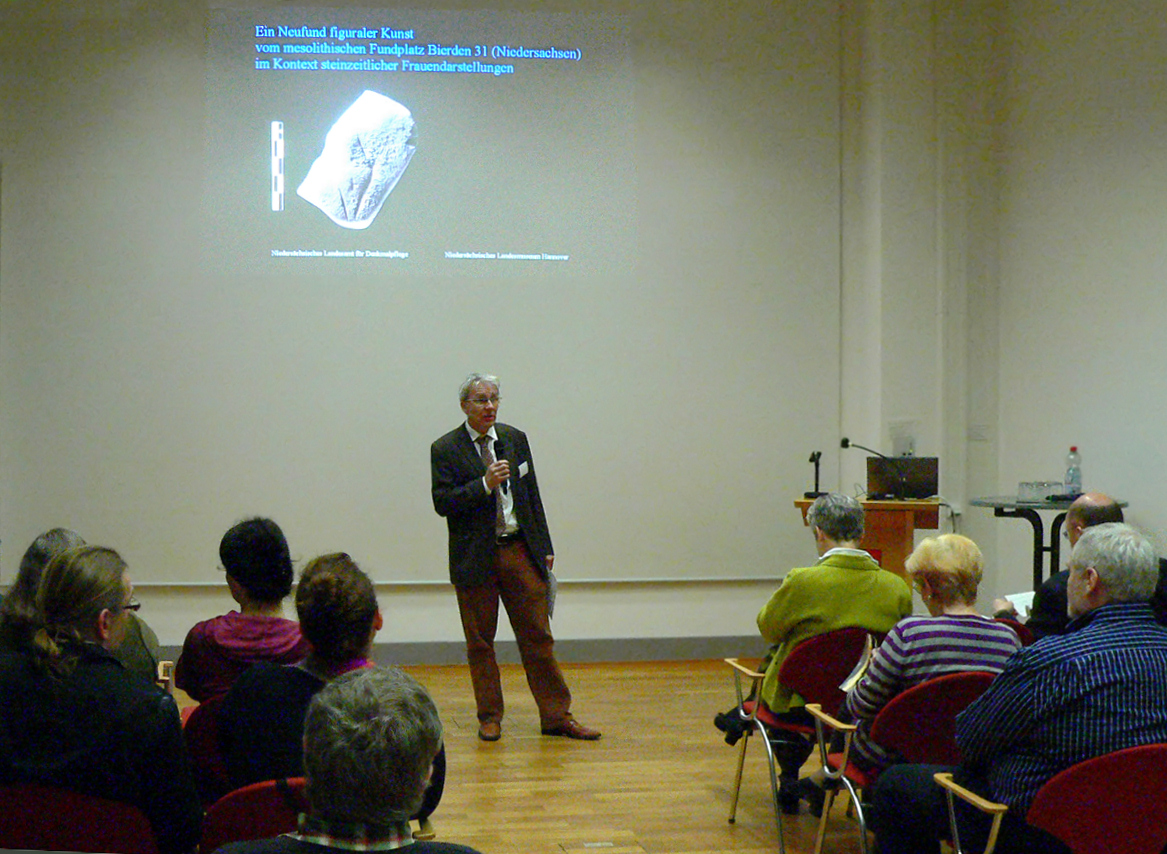
Thomas Terberger bei einem Workshop zum mesolithischen Fundplatz Bierden 31 (Venus von Bierden), 2014

Terberger ist seit 2003 korrespondierendes und seit 2014 ordentliches Mitglied des Deutschen Archäologischen Instituts, war von 2003 bis 2009 Präsident der Archäologischen Gesellschaft für Mecklenburg und Vorpommern und gehört dem Vorstand der Europäischen Gesellschaft zur Erforschung der Humanen Evolution e. V. (European Society for the Study of Human Evolution) an. Seine Arbeitsschwerpunkte bilden das Paläolithikum Mitteleuropas, die Steinzeit im Ostseeraum, steinzeitliche Menschenreste und Forschungen zu den Anfängen von Gewalt und Krieg.
Auch außerhalb von Fachkreisen wurde Terberger bekannt, als er 2001 die Enttarnung des Anthropologen Reiner Protsch auslöste, der Radiokarbondatierungen angeblich altsteinzeitlicher Menschenreste gefälscht hatte. Seit 2008 leitet er gemeinsam mit Detlef Jantzen die Forschungen zu den bedeutenden Überresten eines bronzezeitlichen Gewaltkonfliktes im Tollensetal in Mecklenburg-Vorpommern (Schlachtfeld im Tollensetal). Seit 2012 führt er gemeinsam mit Kollegen neue Forschungen an dem mittelsteinzeitlichen Bestattungsplatz Groß Fredenwalde in der Uckermark in Brandenburg durch. 2016 konnte er bemerkenswerte Gräber von diesem Fundort vorstellen. Beteiligt ist er ferner an der Erforschung der Maszycka-Höhle in Polen.
2025 wurde er zum korrespondierenden Mitglied der Niedersächsischen Akademie der Wissenschaften zu Göttingen gewählt.

## Schriften (Auswahl)

### Autor
- Die Siedlungsbefunde des Magdalénien-Fundplatzes Gönnersdorf. Konzentration III und IV (= Der Magdalénien-Fundplatz Gönnersdorf. 6). Steiner, Stuttgart 1997, ISBN 3-515-06791-4 (Zugleich: Köln, Universität, Dissertation, 1991).
- Vom Gravettien zum Magdalènien in Mitteleuropa. Aspekte der menschlichen Besiedlungsgeschichte in der Zeit um das zweite Kältemaximum der letzten Eiszeit. 3 Bände. 2001, (Greifswald, Universität, Habilitationsschrift, 2001).
- Paläolithikum und Mesolithikum. In: Uta von Freeden, Siegmar von Schnurbein (Hrsg.): Spuren der Jahrtausende. Archäologie und Geschichte in Deutschland. Theiss, Stuttgart 2002, ISBN 3-8062-1337-2, 60–107.
- Ein neuer Bronzedolch vom Malchiner Typ aus der Ostprignitz. In: Archäologisches Korrespondenzblatt. Bd. 32, Nr. 3, 2002, S. 373–388.
- mit Martin Street: Hiatus or continuity? New results for the questions of pleniglacial settlement in Central Europe. In: Antiquity. Bd. 76, Nr. 293, 2002, S. 691–698, doi:10.1017/S0003598X00091134.
- mit Martin Street und Jörg Orschiedt: A critical review of the German Palaeolithic hominin record. In: Journal of Human Evolution. Bd. 51, Nr. 6, 2006, S. 551–579, doi:10.1016/j.jhevol.2006.04.014.
- Die Alt- und Mittelsteinzeit. In: Siegmar von Schnurbein (Hrsg.): Atlas der Vorgeschichte. Europa von den ersten Menschen bis Christi Geburt. Theiss, Stuttgart 2009, ISBN 978-3-8062-2105-3, S. 12–59.
- mit B. Bramanti, M. G. Thomas, W. Haak, M. Unterlaender, P. Jores, K. Tambets, I. Antanaitis-Jacobs, M. Haidle, R. Jankauskas, C.-J. Kind, F. Lueth, J. Hiller, S. Matsumura, P. Forster und J. Burger: Genetic discontinuity between local hunter-gatherers and Central Europe’s first farmers. In: Science. Bd. 326, Nr. 5949, 2009, S. 137–140, doi:10.1126/science.1176869.
- mit Sönke Hartz und Mikhail Zhilin: New AMS-dates on the Upper Volga Mesolithic and the origin of microblade technology in Europe. In: Quartär. Bd. 57, 2010, S. 155–169, doi:10.7485/QU57_08.
- mit Harald Lübke und Friedrich Lüth: Fishers or farmers? The Archaeology of the Ostorf Cemetery and Related Neolithic Finds in the Light of new information. In: Bericht der Römisch-Germanischen Kommission. Bd. 88, 2007 (2010), S. 307–338.
- mit Jesper Olsen, Jan Heinemeier, Friedrich Lüth und Harald Lübke: Dietary habits and freshwater reservoir effects in bones from a Neolithic NE German cemetery. In: Radiocarbon. Bd. 52, Nr. 2, 2010, S. 635–644, doi:10.1017/S0033822200045665.
- Almut Hoffmann, Jean-Jacques Hublin und Matthias Hüls: Homo aurignaciensis Hauseri from Combe Capelle – a Mesolithic burial. In: Journal of Human Evolution. Bd. 61, Nr. 2, 2011, S. 211–214, doi:10.1016/j.jhevol.2011.03.001.
- mit Agnieszka Czekaj-Zastawny und Jacek Kabaciński: Long distance exchange in the Central European Neolithic: Hungary to the Baltic. In: Antiquity. Bd. 85, Nr. 327, 2011, S. 43–58, doi:10.1017/S0003598X00067429.
- Detlef Jantzen, Ute Brinker, Jörg Orschiedt, Jan Heinemeier, Jürgen Piek, Karlheinz Hauenstein, Joachim Krüger, Gundula Lidke, Harald Lübke, Reinhard Lampe, Sebastian Lorenz und Manuela Schult: A Bronze Age battlefield? Weapons and trauma in the Tollense Valley, north-eastern Germany. In: Antiquity. Bd. 85, Nr. 328, 2011, S. 417–433, doi:10.1017/S0003598X00067843.
- mit Detlef Jantzen: Gewaltsamer Tod im Tollensetal vor 3200 Jahren. In: Archäologie in Deutschland. Nr. 4, 2011, S. 6–11.
- Joachim Krüger, Frank Nagel, Sonja Nagel, Detlef Jantzen, Reinhard Lampe, Jana Dräger, Gundula Lidke, Oliver Mecking, und Tim Schüler: Bronze Age tin rings from the Tollense valley in northeastern German. In: Prähistorische Zeitschrift. Bd. 87, Nr. 1, 2012, S. 29–43, doi:10.1515/pz-2012-0002.
- mit Stefan Karol Kozłowski, Marta Połtowicz-Bobak und Dariusz Bobak: New information from Maszycka Cave and the Late Glacial recolonisation of Central Europe. In: Quaternary International. Bd. 272/273, 2012, S. 288–296, doi:10.1016/j.quaint.2012.02.052.
- mit Andreas Kotula, Sebastian Lorenz, Manuela Schult, Joachim Burger und Bettina Jungklaus: Standing upright to all eternity – The Mesolithic burial site at Groß Fredenwalde, Brandenburg (NE Germany). In: Quartär. Bd. 62, 2015, S. 133–153, doi:10.7485/QU62_6.
- mit Ronald Borgwardt, Joachim Krüger, Sebastian Lorenz, Jens-Peter Schmidt und Lorenz Rahmstorf: Worship or weight? A Bronze Age ‘goddess with a necklace’ from River Tollense (NE Germany). In: Praehistorische Zeitschrift 2022 doi:10.1515/pz-2022-2035

### Herausgeber
- mit Harald Floss: Die Steinartefakte des Magdalénien von Andernach (Mittelrhein). Die Grabungen von 1979–1983 (= Tübinger Arbeiten zur Urgeschichte. 1). Leidorf, Rahden (Westfalen) 2002, ISBN 3-89646-851-0.
- mit Berit Valentin Eriksen: Hunters in a Changing World. Environment and Archaeology of the Pleistocene-Holocene transition (ca. 11000–9000 B.C.) in Northern Central Europe. Workshop of the U.I.S.P.P.-Commission XXXII at Greifswald in September 2002 (= Internationale Archäologie. Arbeitsgemeinschaft, Symposium, Tagung, Kongress. 5). Leidorf, Rahden (Westfalen) 2004, ISBN 3-89646-435-3.
- mit Jürgen Piek: Frühe Spuren der Gewalt. Schädelverletzung und Wundversorgung an prähistorischen Menschenresten aus interdisziplinärer Sicht. Workshop in Rostock-Warnemünde vom 28.–30. November 2003 (= Beiträge zur Ur- und Frühgeschichte Mecklenburg-Vorpommerns. 41). Archäologisches Landesmuseum Mecklenburg-Vorpommern, Schwerin 2006, ISBN 3-935770-13-8.
- mit Martin Street und  Nick Barton: Humans, Environment and Chronology of the Late Glacial of the North European Plain. Proceedings of Workshop 14 (Commission XXXII „The Final Palaeolithic of the Great European Plain/Le Paléolithique Final de la Grande Plaine Européenne“) of the 15th U.I.S.P.P Congress, Lisbon, September 2006 (= RGZM-Tagungen. 6). Verlag des Römisch-Germanischen Zentralmuseums, Mainz 2009, ISBN 978-3-88467-143-6.
- Lawrence Guy Straus und Denise Leesch: The Magdalenian Settlement of Europe (= Quaternary International. 272/273). Elsevier, Amsterdam u. a. 2012.